# Grace Maharaj
Grace Maharaj, född 1970, Fiji, är en fijiansk manusförfattare och producent. Grace är född på Fiji och uppvuxen i Australien och på Nya Zeeland. Hon bor i Stockholm sedan början av 1990-talet. Hon har bl.a skrivit manus till Blodsbröder, Säg Att Du älskar mig, Dear Alice och Grevinnan av Danmark och var exekutiv producent för filmerna Sell och Kärleksinvandrare. Hon har grundat, och driver, bolaget Arvet Agency. Hon har en kandidatexamen i internationell rätt från Försvarshögskolan och en MBA i ledarskap och internationell strategi från Linnéuniversitetet. Hon är vice ordförande i WIFT (Women in Fil and Television).